# A-League 2012-13
La temporada 2012-13 de la A-League fue la octava edición que se realiza de la máxima categoría del fútbol de Australia y Nueva Zelanda. Comenzó el 6 de octubre de 2012, con el inicio de la fase regular, y finalizó el 20 de abril de 2013, día de la gran final.
El Central Coast Mariners obtuvo su primer título, al vencer en la final Western Sydney Wanderers, franquicia que disputa por primera vez la A-League, y que había sido primero en la fase regular. Ambos equipos obtuvieron las dos plazas directas con las que cuenta Australia para la Liga de Campeones de la AFC 2014, mientras que el Melbourne Victory clasificó al playoff.

## Equipos participantes
| Equipo                        | Entrenador       | Estado               | Ciudad     | Estadio                  | Aforo         |
| ----------------------------- | ---------------- | -------------------- | ---------- | ------------------------ | ------------- |
| Adelaide United               | John Kosmina     | Australia Meridional | Adelaida   | Hindmarsh Stadium        | 17.000        |
| Brisbane Roar                 | Rado Vidošić     | Queensland           | Brisbane   | Suncorp Stadium          | 52.500        |
| Central Coast Mariners        | Graham Arnold    | Nueva Gales del Sur  | Gosford    | Bluetongue Stadium       | 20.119        |
| Melbourne Heart               | John Aloisi      | Victoria             | Melbourne  | AAMI Park                | 30.050        |
| Melbourne Victory             | Ange Postecoglou | Victoria             | Melbourne  | Etihad Stadium AAMI Park | 30.050 56.347 |
| Newcastle United Jets         | Gary van Egmond  | Nueva Gales del Sur  | Newcastle  | EnergyAustralia Stadium  | 33.000        |
| Perth Glory                   | Ian Ferguson     | Australia Occidental | Perth      | Perth Oval               | 20.500        |
| Sydney F.C.                   | Ian Crook        | Nueva Gales del Sur  | Sídney     | Sydney Football Stadium  | 45.500        |
| Wellington Phoenix            | Ricki Herbert    | Nueva Zelanda        | Wellington | Westpac Stadium          | 36.000        |
| Western Sydney Wanderers F.C. | Tony Popovic     | Nueva Gales del Sur  | Sídney     | Parramatta Stadium       | 21.500        |

## Tabla de posiciones
| Pos | Equipo                   | PJ | PG | PE | PP | GF | GC | Dif. | Pts. |
| --- | ------------------------ | -- | -- | -- | -- | -- | -- | ---- | ---- |
| 1.  | Western Sydney Wanderers | 27 | 18 | 3  | 6  | 41 | 21 | +20  | 57   |
| 2.  | Central Coast Mariners   | 27 | 16 | 6  | 5  | 48 | 22 | +26  | 54   |
| 3.  | Melbourne Victory        | 27 | 13 | 5  | 9  | 48 | 45 | +3   | 44   |
| 4.  | Adelaide United          | 27 | 12 | 5  | 10 | 38 | 37 | +1   | 41   |
| 5.  | Brisbane Roar            | 27 | 10 | 5  | 12 | 33 | 29 | +4   | 35   |
| 6.  | Perth Glory              | 27 | 9  | 5  | 13 | 29 | 31 | -2   | 32   |
| 7.  | Sydney                   | 27 | 9  | 5  | 13 | 41 | 51 | -10  | 32   |
| 8.  | Newcastle United Jets    | 27 | 8  | 7  | 12 | 30 | 45 | -15  | 31   |
| 9.  | Melbourne Heart          | 27 | 8  | 3  | 16 | 31 | 40 | -9   | 27   |
| 10. | Wellington Phoenix       | 27 | 7  | 6  | 14 | 31 | 49 | -18  | 27   |

* Leyenda: PJ: Partidos jugados; PG: Partidos ganados; PE: Partidos empatados; PP: Partidos perdidos; GF: Goles a favor; GC: Goles en contra; Dif.: Diferencia de goles; Pts.: Puntos.
     Clasificado a la Liga de Campeones de la AFC 2014 y a la fase final.

     Clasificados a Primera ronda de la fase final.

## Fase final
|  | Semifinales de eliminación | Semifinales de eliminación | Semifinales de eliminación |  |  |  |  | Semifinales | Semifinales            | Semifinales           |  |  | Final                  | Final                |  |  |  |
|  |                            |                            |                            |  |  |  |  |             |                        |                       |  |  | .                      | .                    |  |  |  |
|  |                            | 7 de abril - Adelaida      |                            |  |  |  |  |             |                        |                       |  |  |                        |                      |  |  |  |
|  | 4                          | Adelaide United            | 1                          |  |  |  |  |             |                        |                       |  |  |                        |                      |  |  |  |
|  | 5                          | Brisbane Roar              | 2                          |  |  |  |  |             | 12 de abril - Sídney   | 12 de abril - Sídney  |  |  |                        |                      |  |  |  |
|  |                            |                            |                            |  |  |  |  | 1           | Western Sydney W.      | 2                     |  |  |                        |                      |  |  |  |
|  |                            |                            |                            |  |  |  |  |             | Brisbane Roar          | 0                     |  |  | 21 de abril - Sídney   | 21 de abril - Sídney |  |  |  |
|  |                            |                            |                            |  |  |  |  |             |                        |                       |  |  | Western Sydney W.      | 0                    |  |  |  |
|  |                            |                            |                            |  |  |  |  |             | 14 de abril - Gosford  | 14 de abril - Gosford |  |  | Central Coast Mariners | 2                    |  |  |  |
|  |                            |                            |                            |  |  |  |  | 2           | Central Coast Mariners | 1                     |  |  |                        |                      |  |  |  |
|  |                            | 5 de abril - Melbourne     | 5 de abril - Melbourne     |  |  |  |  |             | Melbourne Victory      | 0                     |  |  |                        |                      |  |  |  |
|  | 4                          | Melbourne Victory          | 2                          |  |  |  |  |             |                        |                       |  |  |                        |                      |  |  |  |
|  | 5                          | Perth Glory                | 1                          |  |  |  |  |             |                        |                       |  |  |                        |                      |  |  |  |

| Bandera de Australia                      |
| Campeón Central Coast Mariners 1.º título |

## Máximos Goleadores
* finalizada la temporada regular, no se contabilizan juegos de playoffs.
| Pos. | Jugador              | Club                     | Goles |
| ---- | -------------------- | ------------------------ | ----- |
| 1    | Daniel McBreen       | Central Coast Mariners   | 17    |
| 2    | Jeremy Brockie       | Wellington Phoenix       | 16    |
| 3    | Marco Rojas          | Melbourne Victory        | 15    |
| 4    | Besart Berisha       | Brisbane Roar            | 14    |
| 4    | Alessandro Del Piero | Sydney FC                | 14    |
| 6    | Mark Bridge          | Western Sydney Wanderers | 11    |
| 7    | Ryan Griffiths       | Newcastle United Jets    | 9     |
| 7    | Emile Heskey         | Newcastle United Jets    | 9     |
| 7    | Dario Vidosic        | Adelaide United          | 9     |
| 10   | Mark Milligan        | Melbourne Victory        | 8     |
| 10   | Archie Thompson      | Melbourne Victory        | 8     |